# سيانوأكريلات

التركيب الكيميائي methyl cyanoacrylate

سيانوأكريلات هي عائلة من المواد اللاصقة سريعة المفعول قوية مع الصناعية والطبية، واستخدامات المنزلية. المواد اللاصقة سيانوأكريلات لها فترة صلاحية قصيرة إذا لم تستخدم، حوالي سنة واحدة بعد تاريخ التصنيع إذا لم يتم فتحها، وشهر واحد بعد الفتح. لديهم بعض السمية الثانوية.
وتشمل سيانوكريلاتس ميثيل 2-سيانوكريلات، إيثيل 2-سيانوكريلات (تباع عادة تحت أسماء تجارية مثل «سوبر الغراء» و «كريزي الغراء»)، n- بوتيل سيانوكريلات و 2-أوكتيل سيانوكريلات (المستخدمة في التطبيقات الطبية والبيطرية والإسعافات الأولية). وقد تم تطوير أوكتيل سيانوكريلات لمعالجة المخاوف السمية والحد من تهيج الجلد والاستجابة التحسسية. وتعرف المواد اللاصقة السيانوكريلات في بعض الأحيان بشكل عام بألوان فورية، أو مواد لاصقة أو سوبيرغلويز (على الرغم من أن «الغراء الفائق» هو اسم تجاري). [1] يستخدم اختصار "CA" عادة في الدرجات الصناعية.  

## التنمية

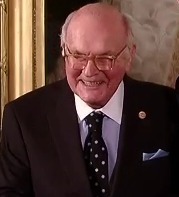
هاري ويسلي كوفر الابن قبل حصوله على الميدالية الوطنية للتكنولوجيا والابتكار في عام 2010

تم إيداع البراءة الأصلية ل سيانوكريلات في عام 1942 من قبل شركة غودريتش. [2] باعتبارها نتيجة للبحث عن مواد مناسبة لمشاهد بندقية بلاستيكية واضحة للجهد الحربي. في عام 1942، فريق من العلماء برئاسة هاري كوفر الابن تعثرت على صياغة التي تمسك كل شيء الذي جاء في اتصال. [3] وسرعان ما رفض الفريق مضمون تطبيق زمن الحرب، ولكن في عام 1951، في حين كان يعمل كباحثين ل إيستمان كوداك، كوفر وزميله، فريد جوينر، اكتشف سيانوكريلاتس. اثنان أدركت الإمكانات التجارية الحقيقية، وكان أول شكل من أشكال لاصقة تباع في عام 1958 تحت عنوان «إيستمان # 910» (في وقت لاحق «إيستمان 910»)
خلال 1960s، باع ايستمان كوداك سيانوكريلات ل لوكتيت، والتي بدورها إعادة تغليفها وتوزيعها تحت اسم العلامة التجارية المختلفة «لوكتيت مجموعة سريعة 404». في عام 1971 وضعت لوكتيت تكنولوجيا التصنيع الخاصة بها وعرض خطها الخاص من سيانوكريلات، ودعا «سوبر بوندر». لوكتيت اكتسبت بسرعة حصتها في السوق، وبحلول أواخر 1970s كان يعتقد أنه قد تجاوز حصة إيستمان كوداك في سوق سيانوكريلات الصناعية في أمريكا الشمالية. اشترت الشركة الوطنية للنشا والكيميائية الأعمال سيانوكريلات إيستمان كوداك وجنبا إلى جنب مع العديد من عمليات الاستحواذ المحرز في جميع أنحاء 1970s تشكيل بيرمابوند. وتشمل الشركات المصنعة الأخرى لل سيانوكريلات ليباج (شركة كندية حصلت عليها هنكل في عام 1996)، شعبة بيرمابوند الوطنية النشا والكيميائية، وشركة، التي كانت تابعة لشركة يونيليفر. معا، لوكتيت، إيستمان وبيرمابوند تمثل ما يقرب من 75٪ من سوق سيانوكريلات الصناعية. [4] اعتبارا من 2013 استمر بيرمابوند لتصنيع صيغة 910 الأصلية.

## خصائص
في شكله السائل، يتكون سيانوكريلات من مونومرات من جزيئات سيانوكريلات. ميثيل-2-سيانوكريلات (تش 2 = C (ن) كوش 3 أو C 5 H 5 نو 2) له وزن جزيئي يساوي 111.1، نقطة حمراء من 79 درجة مئوية، وكثافة 1.1 غم / مل. [5] يحتوي إيثيل 2-سيانوكريلات (C 6 H 7 نو 2) على وزن جزيئي يساوي 125 ونقطة اشتعال تزيد عن 75 درجة مئوية. لتسهيل التعامل السهل، وغالبا ما وضعت لاصقة سيانوكريلات مع عنصر مثل السيليكا المدخنة لجعله أكثر لزوجة أو هلام مثل. في الآونة الأخيرة، الصيغ متوفرة مع إضافات لزيادة قوة القص، وخلق السندات أكثر مقاومة للتأثير. هذه الإضافات قد تشمل المطاط، كما هو الحال في لوكتيت جل الترا، أو غيرها التي لم يتم تحديدها
 بشكل عام، سيانوكريلات هو راتنج الاكريليك الذي يبلمر بسرعة في وجود الماء (على وجه التحديد أيونات هيدروكسيد)، وتشكيل طويلة، وسلاسل قوية، والانضمام إلى السطوح المستعبدين معا. لأن وجود الرطوبة يسبب الغراء لضبط، والتعرض لمستويات طبيعية من الرطوبة في الهواء يسبب الجلد رقيقة للبدء في تشكيل في غضون ثوان، مما يبطئ جدا إلى حد كبير رد فعل. وبسبب هذا سيانوكريلات يتم تطبيق رقيقة، لضمان أن رد فعل العائدات بسرعة للترابط.
رد فعل مع الرطوبة يمكن أن يسبب حاوية من الغراء التي تم فتحها وألغت لتصبح غير صالحة للاستعمال بسرعة أكبر مما لو لم يفتح. للحد من هذا التخفيض في العمر الافتراضي سيانوكريلات، فتحت مرة واحدة، ويمكن تخزينها في وعاء محكم مع حزمة من هلام السيليكا المجففة. تقنية أخرى هي إدراج إبرة تحت الجلد في افتتاح أنبوب. بعد استخدام الغراء، الغراء المتبقية سدادات قريبا الإبرة، والحفاظ على الرطوبة خارج. يتم إزالة تسد عن طريق تسخين الإبرة (على سبيل المثال مع أخف وزنا) قبل الاستخدام. [ بحاجة لمصدر ] . البلمرة تعتمد أيضا على درجة الحرارة: التخزين تحت نقطة التجمد من الماء يتوقف، لذلك حفظه في الثلاجة هو أيضا فعالة.

Polymerization of methyl-2-cyanoacrylate

## الاستخدامات

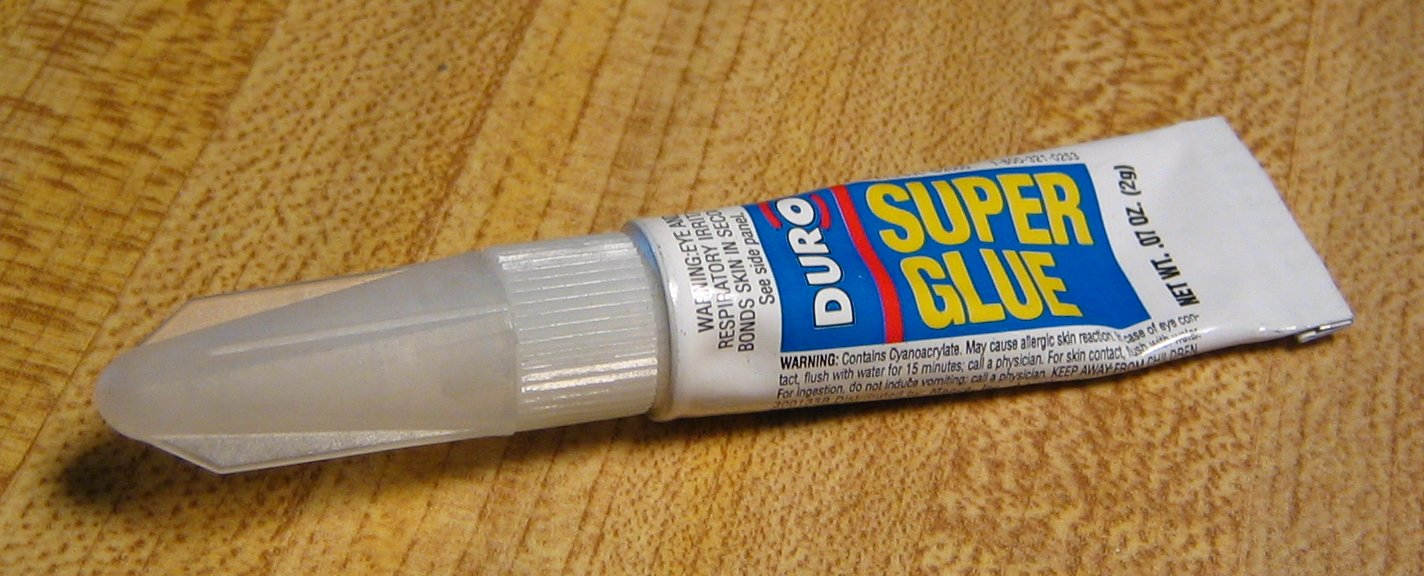
A tube of "Super Glue" cyanoacrylate glue

وتستخدم أساسا سيانوكريلاتس والمواد اللاصقة. وهي تتطلب بعض الرعاية والمعرفة من أجل الاستخدام الفعال: فهي لا تربط بعض المواد؛ عمرها الافتراضي في درجة حرارة الغرفة حوالي 12 شهرا فتحها وشهر واحد فتح مرة واحدة. أنها لا تملأ الفراغات، على عكس الايبوكسي، وطبقة رقيقة جدا الروابط أكثر فعالية من أكثر سمكا أن لا علاج صحيح؛ فإنها تربط العديد من المواد، بما في ذلك الجلد البشري والأنسجة. لديهم رد فعل طارد للحرارة للألياف الطبيعية: القطن والصوف والجلود، انظر رد فعل مع القطن أدناه.
سيانوكريلات الغراء لديه قوة القص المنخفضة، مما أدى إلى استخدامه كمواد لاصقة مؤقتة في الحالات التي تحتاج إلى قطع قبالة في وقت لاحق. وتشمل الأمثلة الشائعة تركيب قطعة عمل على كتلة الغراء التضحية على مخرطة، وتشديد الدبابيس والمسامير. كما أنها تستخدم بالاقتران مع آخر، أبطأ، ولكن أكثر مرونة لاصقة كوسيلة لتشكيل بسرعة مشترك، الذي يحمل ثم القطع في التكوين المناسب حتى تم تعيين لاصقة الثانية.
لغراء القائم على سيانوكريلات لديه رابطة ضعيفة مع الأسطح الملساء وعلى هذا النحو يعطي بسهولة للاحتكاك. مثال جيد على هذا هو حقيقة أن سيانوكريلاتس يمكن إزالتها من الجلد البشري عن طريق مواد كاشطة (على سبيل المثال، السكر أو الصنفرة) أو المذيبات مثل الأسيتون.

### الالكترونيات
وتستخدم سيانوكريلاتس لتجميع الالكترونيات النموذج (انظر التفاف الأسلاك)، والطائرات نموذج تحلق، وضمادات الاحتفاظ للمكسرات والمسامير. وقد جعلت فعاليتها في الترابط المعادن وبراعة العامة لها شعبية بين النمذجة والمنمنمات الهواة.

### أكواريا
وقد جعلت قدرة سيانوكريلات الغراء على مقاومة المياه شعبية مع هواة الحوض البحري لشفرات الشعاب المرجانية. ويمكن لصق قطع فروع المرجان الصلب مثل أكروبورا إلى قطعة من الصخور الحية (المرجانية المرجانية المرجانية) أو ميليبوت (المعجون الايبوكسي) للسماح لهش جديد ينمو. أنها آمنة للاستخدام مباشرة في الخزان، على عكس السيليكون، والتي يجب علاجه لتكون آمنة. ومع ذلك، كطبقة من المواد اللاصقة، وتصنف سيانوكريلاتس التقليدية على أنها مقاومة «ضعيفة» لكل من الرطوبة والحرارة [6] على الرغم من أن إدراج أنهيدريد الفثاليك يقال يعارض كل من هذه الخصائص

### الترابط الأسطح الملساء
معظم المواد اللاصقة سيانوكريلات القياسية لا السندات بشكل جيد مع الزجاج على نحو سلس، على الرغم من أنها يمكن أن تستخدم سريعة، السندات المؤقتة قبل تطبيق الايبوكسي أو سيانوكريلات وضعت خصيصا للاستخدام على الزجاج. [8] يمكن تشكيل رابطة لاصقة ميكانيكية حول حصيرة الألياف الزجاجية أو الأنسجة لتعزيز المفاصل أو لتصنيع أجزاء صغيرة.

### حشو
عندما تضاف إلى صودا الخبز (بيكربونات الصوديوم)، يشكل الغراء سيانوكريلات الصعب، وخفيفة الوزن حشو لاصق (يتم استخدام صودا الخبز أولا لملء الفجوة ثم يتم إسقاط لاصقة على صودا الخبز). هذا يعمل بشكل جيد مع المواد التي يسهل اختراقها التي لا تعمل بشكل جيد مع لاصقة وحدها. وتستخدم هذه الطريقة أحيانا من قبل واضعي الطائرات لتجميع أو إصلاح أجزاء رغوة البوليسترين. كما أنها تستخدم لإصلاح النكات الصغيرة في الحافة الرائدة من شفرات المروحة المركبة على الطائرات الخفيفة.التفاعل بين سيانوكريلات وصودا الخبز هو طارد للحرارة جدا (إنتاج الحرارة) وينتج أيضا أبخرة ضارة. انظر رد الفعل مع القطن والصوف، والمواد الليفية الأخرى أدناه.
واحدة من سيانوكريلات، سوبافيكس، يستخدم أكسيد الكالسيوم كما حشو إعطاء أكثر صعوبة (هاون مثل في الملمس) النتيجة التي يمكن استخدامها للانضمام المواد الصلبة وحتى إصلاح المسبوكات متصدع.s

### الطب الشرعي
ستخدم السيانوكريلات كأداة للطب الشرعي لالتقاط البصمات الكامنة على الأسطح غير القابلة للاختراق مثل الزجاج والبلاستيك وغيرها. [10] يتم تسخين سيانوكريلات لإنتاج الأبخرة التي تتفاعل مع بقايا بصمات الأصابع غير المرئية والرطوبة الجوية لتشكيل بوليمر أبيض (بوليسانوكريلات) على ارتفاعات بصمات الأصابع. ويمكن بعد ذلك تسجيل التلال. البصمات المتقدمة، على معظم الأسطح (باستثناء البلاستيك الأبيض أو ما شابه ذلك)، مرئية للعين المجردة. ويمكن زيادة تعزيز المطبوعات غير المرئية أو غير المرئية من خلال تطبيق اللمعان أو اللمعان.

### أعمال الخشب
[ عدل ]
رقيقة كا الغراء لديها تطبيق في النجارة. [ بحاجة لمصدر ] ويمكن استخدامه كجفاف سريع، إنهاء لامع. استخدام النفط (مثل زيت بذر الكتان المغلي) يمكن أن تستخدم للسيطرة على المعدل الذي كا علاجات. يستخدم الغراء كا أيضا في تركيبة مع نشارة الخشب (من المنشار أو الرملي) لملء الفراغات والشقوق. وتستخدم هذه الطرق إصلاح على سوندبواردز البيانو، والأدوات الخشبية، والأثاث الخشب. يستخدم كا الغراء أيضا في الانتهاء من الفراغات القلم التي تم تشغيلها على مخرطة من خلال تطبيق طبقات رقيقة متعددة لبناء الصلبة، واضحة النهاية التي يمكن بعد ذلك تكون رملي ومصقول إلى النهاية لامعة.

### الطب

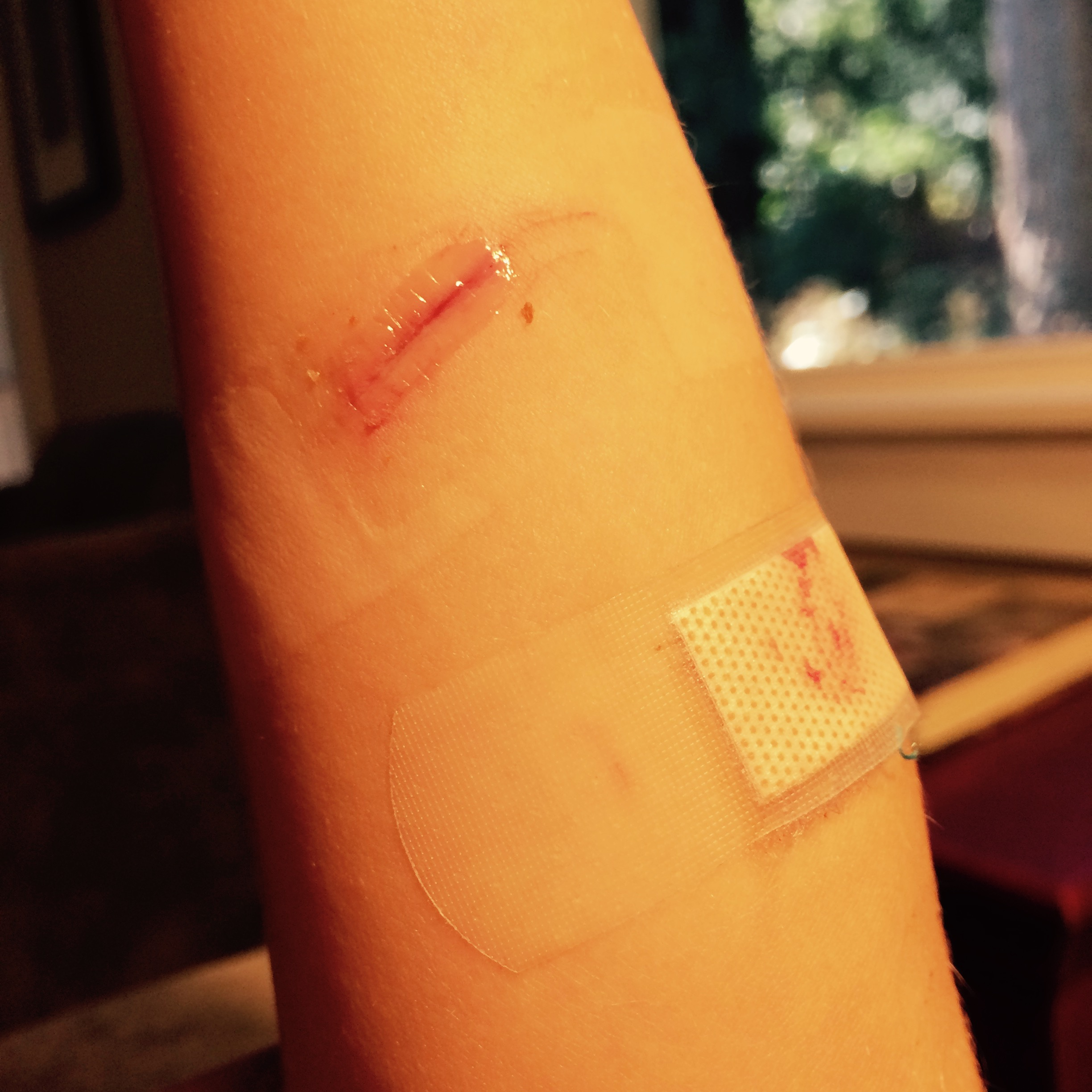
إغلاق الجرح مع ديرمابوند، وهي لاصقة الطبية مقرها سيانوكريلات

كان كا الغراء في استخدام البيطرية لإصلاح العظام، والاختباء، والسلحفاة قذيفة بحلول أوائل 1970s أو قبل. وقال هاري كوفر في عام 1966 أن رذاذ كا استخدم في حرب فيتنام للحد من النزيف في الجنود المصابين حتى يمكن نقلهم إلى المستشفى. ن - بوتيل سيانوكريلات قد استخدمت طبيا منذ 1970s. في الولايات المتحدة، نظرا لإمكانية تهيج الجلد، فإن إدارة الغذاء والدواء الأمريكية لم توافق على استخدامه كعلاج طبي حتى عام 1998 مع ديرمابوند . [11] الدراسات تؤكد أن سيانوكريلات يمكن أن يكون أكثر أمانا وأكثر وظيفية لإغلاق الجرح من خياطة التقليدية (غرز). [12] اللاصق متفوق في الوقت اللازم لإغلاق الجروح، حدوث العدوى (قنوات الدرز من خلال البشرة الجلد، الجلد، وطبقات الدهون تحت الجلد إدخال طرق إضافية للتلوث)، [12] والمظهر التجميلي النهائي.
بعض المتسلقين الصخور استخدام سيانوكريلات لإصلاح الأضرار التي لحقت الجلد على أطراف أصابعهم. [15] [16] وبالمثل، يمكن للاعبين الموسيقيين الوترية أن يشكلوا قبعات الإصبع الواقية (بالإضافة إلى النسيج) مع سيانوكريلاتس. في حين أن الغراء ليس ساما جدا وينتشر بسرعة مع الجلد السقيفة، وتطبيق كميات كبيرة من الغراء وأبخرة مباشرة إلى الجلد يمكن أن يسبب الحروق الكيميائية. 
في حين أن معيار «سوبيرجلو» هو 100٪ إيثيل سيانوكريلات، العديد من التركيبات المخصصة (على سبيل المثال، 91٪ إيكا، 9٪ بولي (ميثيل ميثاكريلات)، <0.5٪ هيدروكينون، وكمية صغيرة من حمض السلفونيك العضوية، [17] والاختلافات على مركب n- بوتيل-سيانوكريلات للتطبيقات الطبية [12]) قد حان لاستخدامها لتطبيقات محددة. هناك 3 مركبات سيانوكريلات المتاحة حاليا كما المواد اللاصقة الجلد موضعي. يتم تسويق 2-أوكتيل-سيانوكريلات كما ديرمابوند وسورجيسيل. يتم تسويق n-2-بوتيل- سيانوكريلات كما هيستوكريل، إندرميل، غلوستيتش، غلوسيل، بيرياكريل، وليكيباند. مجمع 2-إيثيل-سيانوكريلات متاح كما إيبيغلو. 

### الرماية
[ عدل ]
يستخدم سيانوكريلات في الرماية ل فليتشينغ الغراء إلى مهاوي السهم. بعض الغراء فليتشينغ خاصة هي في المقام الأول سيانوكريلات إعادة تجميعها في مجموعات فليتشينغ الغراء الخاصة. [19] وغالبا ما يكون لهذه الأنابيب فوهة معدنية رقيقة طويلة لتحسين الدقة في تطبيق الغراء على قاعدة فليتشينغ وضمان الترابط الآمن إلى رمح السهم.

### مستحضرات التجميل
Cyanoacrylate يستخدم في التجميل/صناعة الجمال بمثابة «مسمار الغراء» على بعض الأظافر الاصطناعية التحسينات مثل الأظافر نصائح مسمار يلف وهو مخطئا في بعض الأحيان قطرات العين مما تسبب في إصابة عرضية.

## قضايا السلامة

### إصابات الجلد
CA اللاصقة قد تنضم إلى أجزاء الجسم، وقد تحدث إصابات عندما تكون أجزاء من الجلد تتمزق. دون استخدام القوة، ومع ذلك، سوف الغراء تلقائيا منفصلة من الجلد في الوقت (ما يصل إلى أربعة أيام). الفصل يمكن التعجيل بتطبيق الزيت النباتي بالقرب، على، وحول الغراء. في حالة لصقها الجفون، ينبغي استشارة طبيب.

### سمية
الأدخنة من كاليفورنيا هي المتبخرة شكل cyanoacrylate مونومر التي تهيج الأغشية الحساسة في العينين والأنف والحلق. فهي على الفور بلمرة من الرطوبة في الأغشية وتصبح خاملة. يمكن تقليل هذه المخاطر باستخدام كاليفورنيا في مناطق جيدة التهوية. حوالي 5 ٪ من السكان يمكن أن تصبح توعية CA أبخرة بعد التعرض المتكرر، مما أدى إلى أعراض تشبه أعراض الإنفلونزا. كاليفورنيا قد يكون أيضا أنسجة الجلد، مما تسبب في رد فعل حساسية الجلد. على AIHA تعيين قيمة الحد حد التعرض 200 أجزاء لكل مليار. في مناسبات نادرة، الاستنشاق قد تؤدي إلى الربو. لا يوجد المفرد قياس سمية لجميع cyanoacrylate اللاصقة بسبب وجود عدد كبير من المواد اللاصقة التي تحتوي على مختلف cyanoacrylate الصيغ.
المملكة المتحدة السلامة والصحة التنفيذي والولايات المتحدة برنامج علم السموم الوطني قد خلصت إلى أن استخدام إيثيل cyanoacrylate آمنة دراسة إضافية لا لزوم لها. المجمع 2-الأوكتيل cyanoacrylate يتحلل ببطء أكثر من ذلك بكثير بسبب أطول العضوية الفقري لاصق لا تصل إلى عتبة سمية الأنسجة. نظرا لسمية قضايا إيثيل cyanoacrylate استخدام 2-الأوكتيل cyanoacrylate على الغرز المفضل.

### التفاعل مع القطن والصوف وغيرها من المواد الليفية
تطبيق cyanoacrylate إلى بعض المواد الطبيعية مثل القطن، جلد أو صوف (مسحات القطن، كرات القطنو بعض خيوط أو الأقمشة) نتائج قوية وسريعة الطاردة للحرارة رد فعل. رد الفعل هذا يحدث أيضا مع الألياف الزجاجية وألياف الكربون. أصدرت الحرارة قد يسبب حروق خطيرة،  إشعال القطن المنتج أو الإفراج عن غضب الدخان الأبيض. صحائف بيانات سلامة المواد على cyanoacrylate إرشاد المستخدمين عدم ارتداء القطن أو الصوف الملابس، وخاصة القطن القفازات عند تطبيق أو التعامل مع cyanoacrylates.

## المذيبات والمجففات
الأسيتون، توجد عادة في مزيل طلاء الأظافر، هو متاح على نطاق واسع الموسر القادر على تليين الشفاء cyanoacrylate. المذيبات الأخرى تشمل النيتروميثان، ثنائي ميثيل سلفوكسيد، كلوريد الميثيلين. -غاما Butyrolactone يمكن أن تستخدم أيضا لإزالة الشفاء cyanoacrylate. التجارية debonders وتتوفر أيضا.

## مدة الصلاحية
CA مواد لاصقة لديها الصلاحية القصيرة. تاريخ ختم الحاويات تساعد على ضمان أن اللاصق لا تزال قابلة للحياة. مصنع واحد اللوازم التالية المعلومات والمشورة: 
عندما تبقى مغلقة في مكان بارد وجاف مثل الثلاجة عند درجة حرارة 55 °F (13 °C) الجرف الحياة من cyanoacrylate أن تمتد من حوالي سنة واحدة من صناعة إلى ما لا يقل عن 15 شهرا. إذا لاصقة تستخدم في غضون ستة أشهر، فإنه ليس من الضروري أن توضع في الثلاجة. Cyanoacrylates هي حساسة للرطوبة والانتقال من مكان بارد إلى مكان حار خلق التكثيف; بعد إزالة من الثلاجة، فمن الأفضل السماح لاصقة تصل إلى درجة حرارة الغرفة قبل الافتتاح. بعد فتح، فإنه ينبغي أن تستخدم في غضون 30 يوما. حاويات مفتوحة لا ينبغي أن تكون مبردة. 
مصنع آخر يقول أن أقصى مدة الصلاحية 12 شهرا هو الحصول على بعض cyanoacrylates إذا الأصلي الحاويات المخزنة في 35 إلى 40 °ف (2 إلى 4 °م). منتديات المستخدم وبعض الشركات المصنعة أقول غير محدود تقريبا مدة الصلاحية يمكن بلوغه عن طريق تخزين مفتوحة في −4 °ف (−20 °م) ، نموذجية درجة حرارة المحلية الثلاجةوالسماح محتويات للوصول إلى درجة حرارة الغرفة قبل استخدامها. Rechilling فتح الحاوية قد يسبب الرطوبة من الهواء تتكثف في حاوية ؛ غير أن التقارير الواردة من الهواة تشير إلى أن تخزين كاليفورنيا في الثلاجة يمكن الحفاظ على فتح cyanoacrylate إلى أجل غير مسمى.
كما cyanoacrylates العمر، بلمرة، وتصبح أكثر سمكا، ولعلاج ببطء أكثر. أنها يمكن أن تكون ضعيفة مع cyanoacrylate من نفس التركيب الكيميائي مع انخفاض اللزوجة. تخزين cyanoacrylates أقل من 0 °ف (−18 °م) تقريبا توقف عملية البلمرة ومنع الشيخوخة.

## وصلات خارجية
- Was Super Glue invented to seal battle wounds in Vietnam? (from The Straight Dope)
- Cyanoacrylate Toxicity
- Cyanoacrylate Adhesive / Super Glue Safety Data Sheets
- Safety in the Home: Super Glue - Queensland Health
- Cyanoacrylate Technical Data Sheet
- U.S. Patent 2٬768٬109 Alcohol-Catalyzed α-Cyanoacrylate Adhesive Compositions, filed June 1954, issued October 1956.
- 3M Activators, Primers and Debonder
- Application note on measuring cure kinetics of cyanoacrylate glues[وصلة مكسورة]